# Diócesis de Abari
La diócesis de Abari (en latín: Dioecesis Abaritana) fue una antigua diócesis cristiana y es una sede titular en la Iglesia católica. La sede se encontraba en la antigua ciudad de Abari, en la provincia romana de africana Bizacena, actualmente, parte del territorio de Túnez.
Solo se conoce el nombre de uno de sus obispos, Félix de Abari, convocado por el rey vándalo Hunerico al sínodo de Cartago de 484. Abari fue restablecida como sede titular en la Iglesia católica en 1948 y su actual titular es Bruno Musarò, nucio apostólico en Costa Rica y delegado ante la Organización de la Liga de los Estados Árabes.

## Episcopologio
Obispos
- Félix de Abari (mencionado en 484)

Obispos titulares
- José Lázaro Neves, C.M. † (30 de agosto de 1948 - 11 de febrero de 1956)[3]
- Carlo Maria Martini † (5 de octubre de 1961 - 2 de junio de 1973)
- Carlo Furno † (1 de agosto de 1973 - 26 de noviembre de 1994)
- Bruno Musarò (3 de diciembre de 1994 - en el título)